# Metateza
Beseda metateza (lat. metathesis) pomeni zamenjava zaporedja glasov, zato jo v slovenščini prevajamo z izrazom premet. V jezikoslovju se uporablja za oznako pojava, kjer v isti besedi dva glasova zamenjata mesto, a se pomen besede ne spremeni.

### Praslovanske vzglasne dvoglasniške zveze

#### Praslovanske staroakutirane vzglasne dvoglasniške zveze
V praslovanskih staroakutiranih vzglasnih dvoglasniških zvezah *or, *ol v istozložnem položaju je na vsem slovanskem jezikovnem ozemlju prišlo do metateze likvid s podaljšavo:
psl. *őRC > sl. *RaC

#### Praslovanske nestaroakutirane vzglasne dvoglasniške zveze
V praslovanskih nestaroakutiranih vzglasnih dvoglasniških zvezah *or, *ol v istozložnem položaju je v južni slovanščini in osredjetatrski zahodni slovanščini prišlo do metateze likvid s podaljšavo, medtem ko je v vzhodni slovanščini in večjem delu zahodne slovanščine prišlo do metateze likvid brez podaljšave:
psl. *ȏRC/*oRC > jsl., osr. slš. *RaC : vsl., zsl. *RoC

### Praslovanske medglasnih dvoglasniške zveze
V praslovanskih medglasnih dvoglasniških zvezah *or, *ol v istozložnem položaju je v pomorjanski in polabski zahodni slovanščini metateza likvid izostala ali pa je prišlo do metateze likvid brez podaljšave, v južni slovanščini in južni zahodni slovanščini je prišlo do metateze likvid s podaljšavo, v vzhodni slovanščini do metateze likvid s polnoglasjem, v poljsko-lužiški zahodni slovanščini pa do metateze likvid brez podaljšave:
psl. *CoRC > plb., pom. *CaRC/*CRoC, jsl., češ., slš. *CraC : vsl. *CoRoC, polj., luž. *CRoC
V praslovanskih medglasnih dvoglasniških zvezah *er, *el v istozložnem položaju je v južni slovanščini in južni zahodni slovanščini prišlo do metateze likvid s podaljšavo, medtem ko je v vzhodni slovanščini prišlo do metateze likvid s polnoglasjem, severni in osrednji zahodni slovanščini pa do metateze likvid brez podaljšave:
psl. *CeRC > jsl., češ., slš. *CRěC : vsl. *CeReC, plb., pom., polj., luž. *CReC

## Razvojne spremembe jezika
Do premeta pride v razvoju jezika po dveh postopkih: pri prehodu narečne besede v knjižni jezik (bečela – čebela), ali – nasprotno – pri prevzemu strokovnega izraza v pogovorni jezik (puška – pukša). Seveda se v prvem slučaju nova beseda ohrani, medtem ko v drugem ostane samo kot narečni, torej prehodni, izraz. Poudariti je treba, da je metateza v jezikoslovju popolnoma nenačrtovana naravna sprememba, torej čisti razvojni pojav, ki ga morejo strokovnjaki le zapisovati, ne pa omejevati ali celo povzročati.

## Besedne figure
Kadar s premetom dobimo besedo z drugim pomenom (pecivo - cepivo), ne gre več za jezikoslovni pojav, temveč spada ta zamenjava, še vedno z imenom metateza, med trope (besedne figure), ki jih uporabljajo predvsem pesniki (Danes nam, bratje, nada je dana). Seveda ta zamenjava ne nastane po naključju ali zaradi razvoja jezika kot v zgornjih primerih, temveč namerno in zaradi pesniških olepšav.

## Ugankarstvo
Zelo je razširjena raba takih metatez v ugankarstvu, kjer je po navadi opisan pomen prve in nato druge besede, ki se razlikujeta samo po premetu črk. V ugankarstvu take premete imenujemo anagram. Bodisi pri besednih figurah kot pri ugankah se je metateza razširila tako, da se lahko vrši premet ne ene črke, temveč celega zloga. Zato mora obsegati dve ali več besed, včasih cel stavek, kar je seveda pravi užitek za bralca oz. reševalca ugank.

## Spunerizem
Ko pride do premeta, ker se človeku »zaplete jezik«, težko pride do metateze, ker po navadi dobimo besede brez pomena, na primer globati plačo namesto plačati globo. To ni metateza, ker s premetom nismo dobili pravih besed (globati ne pomeni nič), temveč govorimo o spunerizmu.

## Kemija
Izraz metateza se uporablja tudi v kemiji. Pomeni reakcijo, pri kateri elementi preidejo iz ene spojine v drugo brez spremembe v valencah (NaNO3 + KCl  →  NaCl + KNO3).